# Neusticomys peruviensis
Neusticomys peruviensis је врста глодара из породице хрчкова (лат. Cricetidae).

## Распрострањење
Перу је једино познато природно станиште врсте.

## Станиште
Станишта врсте су шуме, бамбусове шуме и слатководна подручја.

## Угроженост
Ова врста није угрожена, и наведена је као последња брига јер има широко распрострањење.

### Популациони тренд
Популација ове врсте је стабилна, судећи по доступним подацима.